# Aeroportul Southern Seaplane
Aeroportul Southern Seaplane (IATA: BCS, FAA LID: 65LA) este un aeroport din Louisiana, Statele Unite ale Americii ce deservește zona Belle Chasse⁠(d). Aeroportul a fost tranzitat în 2017 de 650 de pasageri.
Situat la o altitudine de 0 m, aeroportul dispune de 1 pistă.

## Infrastructură

### Piste
Aeroportul dispune de o singură pistă. Pista 2/20 are suprafața de asfalt și dimensiunile 3.200 picioare × 40 picioare. 